# Зелений Іван Якимович
Зелений Іван Якимович (Зелений Ісідор О.) (?-?) революціонер повстанський отаман, більшовик.

## Біографія
Іван Якимович Зелені народився у Соледарі у сім' кріпака, якого в 1850 році привіз до Донбас поміщик Білоусов.  Іван, як і його рідний брат Павло, починав працювати на Брянцевський копі ще при першому хазяїні рудника - пану Летуновським. У Івана було п'ятеро дітей. 
Наприкінці травня 1917 ініціативою більшовиків пройшли перевибори рудкома Іван став одним із членів рудкома на Брянцевський руднику. У середніх числах червня 1917 більшовицька група і рудничний комітет скликали збори робітників Брянцевський рудника. У той же вечір після зборів в партію записалося до 300 осіб. На наступний день був обраний рудничний партійний комітет більшовиків Головою було обрано Івана. Бахмутський повітовий партійний комітет, куди його комадіровалі зареєструвати організацію, видав на всіх що записалися партійні квитки, які й були роздані.
Після того як австро німецькі війська зайняли Донбас, Іван повернувся на рудник але не був прийнятий керуючим так як був більшовиком і членом колишнього Бахмутського повітового виконавчого комітету. Він зняв квартиру на станції Деконська в будинку Біденко для конспіративної роботи.
У середині травня 1918 року в лісі пройшли збори представників підпільних ревкомів на якому був обраний Підпільний ревком Сольрайона Іван був обраний його членом. У зв'язку з підготовкою загального страйку на Україну в кінці жовтня 1918 року, на руднику був організований районний страйковий комітет підпільний ревком відрядив Ворону і Зеленого представниками в страйковий комітет.
У листопаді 1918 року президія Бахмутського повітового з'їзду на руднику Бахсоль призначила Зеленого командиром партизанського загону.
З початком наступу Добровольчої армії в грудні частини Армії Директорії готувалися до евакуації міста і збиралися вивезти з міста пару мільйонів рублів, робочі виступали проти цього і говорили що не дадуть вивезти гроші. Загін Зеленого зробив спробу відбити гроші але в нього не чого не вийшло.
У грудні 1918 року було створено Військово революційний комітет Донбасу Зеленого обрали його членом.
Після заняття Бахмута Добровольчою армією Центральний ревком розташувався на ст Яма, тут було вирішено розділити партизанський загін на дві частини один під командуванням Чапліна інший під командуванням Зеленого. І.Зеленому доручено було очистити залізницю від Ями до станцій Виїмка і Попасна. Загін, під командою Зеленого, що оперував в напрямку Ниркове - Сентянівка -Луганськ і зайняв в кінці грудня ст.Нирково, просувався далі.
Під станцією Ниркове у повстанців був бій з німецькими колоністами.
Загін до цього часу налічував вже 500 бійців, він з боями рушив у напрямку Сентяново в Родакове після бою загін злився з 4-й партизанської Дивізією Дибенко в місці з ним вони зайняли Луганськ.
У лютому 1919 року загін досяг 3000 чоловік) і влився в 4 партизанську дивізію .В складі цієї дивізії сформувався 15 й стрілецький полк, командиром якого був призначений І.Зелений